# Ryderwood
Ryderwood – jednostka osadnicza w Stanach Zjednoczonych, w stanie Waszyngton, w hrabstwie Cowlitz.